# Viola burnatii
Viola burnatii är en violväxtart som beskrevs av August Gremli.
Viola burnatii ingår i släktet violer och familjen violväxter. Inga underarter finns listade i Catalogue of Life.